# Laccophilus flexuosus
Laccophilus flexuosus är en skalbaggsart som beskrevs av Aubé 1838. Laccophilus flexuosus ingår i släktet Laccophilus och familjen dykare. Inga underarter finns listade i Catalogue of Life.